# Vattrad smygtimalia
Vattrad smygtimalia (Turdinus marmoratus) är en fågel i familjen marktimalior inom ordningen tättingar.

## Utseende
Vattrad smygtimalia är en stor (21,5 cm) timalia med tydligt vattrad undersida. Ovansidan är varmbrun med svartaktiga fjäll från hjässa till rygg, på övergumpen svagare tecknad. Stjärten är dämpat rostbrun, liksom vingovansidan. På huvudet syns vitaktig tygel, kastanjebrunt ansikte samt vitt på haka och strupe, längst ner med svarta fjäll. Vidare är den svart på bröst och buk med smala vita fjäderspetsar som ger ett vattrat eller fjälligt utseende. På bakre delen av flankerna och undergumpen är den ockra- till kastanjebrun. 

## Utbredning och systematik
Vattrad smygtimalia delas upp i två underarter med följande utbredning:
- Turdinus marmoratus grandior – bergsskogar på centrala Malackahalvön (gränsen mellan Selangor och Pahang)
- Turdinus marmoratus marmoratus – höglänta områden på västra Sumatra

### Släktestillhörighet
Vattrad smygtimalia har tidigare placerats i släktet Napothera. Genetiska studier har dock visat att arterna i släktet inte alls står varandra närmast. Medlemmarna har därför brutits ut till andra släkten, där vattrade smygtimalians förmodade nära släkting blåbrynad smygtimalia lyfts ut till Turdinus. Vattrad smygtimalia har än så länge inte testats genetiskt, men förs numera tentativt till Turdinus i väntan på studier.

## Levnadssätt
Vattrad smygtimalia hittas i städsegrön skog i lägre bergsområden, på Sumatra mellan 1000 och 2000 meter över havet, på Malackahalvön 610–1220. Den födosöker på eller nära marken efter insekter, ibland även nerfallna bär och småfrukter. Den beskrivs som mycket skygg och svår att få syn på.

## Status och hot
Arten har ett stort utbredningsområde och en stor population, men tros minska i antal, dock inte tillräckligt kraftigt för att den ska betraktas som hotad. Internationella naturvårdsunionen IUCN listar därför arten som livskraftig (LC). Den beskrivs som sällsynt och lokalt förekommande.